# Hersiliidae
Hersiliidae zijn een familie van spinnen. De familie telt 15 beschreven geslachten en 167 soorten.

## Geslachten
- Deltshevia Marusik & Fet, 2009
- Duninia Marusik & Fet, 2009
- Hersilia Audouin, 1826
- Hersiliola Thorell, 1870
- Iviraiva Rheims & Brescovit, 2004
- Murricia Simon, 1882
- Neotama Baehr & Baehr, 1993
- Ovtsharenkoia Marusik & Fet, 2009
- Prima Foord, 2008
- Promurricia Baehr & Baehr, 1993
- Tama Simon, 1882
- Tamopsis Baehr & Baehr, 1987
- Tyrotama Foord & Dippenaar-Schoeman, 2005
- Yabisi Rheims & Brescovit, 2004
- Ypypuera Rheims & Brescovit, 2004

## Taxonomie
Voor een overzicht van de geslachten en soorten behorende tot de familie zie de lijst van Hersiliidae.